# Mongolicosa cherepanovi
Mongolicosa cherepanovi – gatunek pająka z rodziny pogońcowatych. Endemit Mongolii.

## Taksonomia
Gatunek ten opisany został po raz pierwszy w 2018 roku przez Aleksandra Fomiczewa i Jurija Marusika na łamach „Zootaxa”. Jako lokalizację typową wskazano Chajrchan uul w ajmaku bajanolgijskim na zachodzie Mongolii. Epitet gatunkowy nadano na cześć Aleksandra Czerpanowa. Opisano wyłącznie samice.

## Morfologia
Pająk osiągający od 6,6 do 6,9 mm długości ciała przy karapaksie długości od 3,3 do 3,5 mm i szerokości od 2,7 do 2,9 mm. Ubarwienie karapaksu jest czarne. Szczękoczułki, nogogłaszczki, warga dolna i szczęki mają kolor ciemnobrązowy, a sternum czarny. Odnóża są ciemnobrązowe z prawie czarnymi udami. Barwa opistosomy (odwłoka) jest czarna.
Genitalia samicy cechują się gruszkowatym dołkiem płytki płciowej z przednią częścią tak długą jak tylna i stykającymi się tylnymi ramionami, przegrodą tejże płytki gwałtownie w tyle dołka poszerzoną i o diamentokształtnej podstawie oraz wulwą o wyraźnie wyodrębnionych od przewodów kopulacyjnych, zbiegających się ku przodowi zbiornikach nasiennych z oddalonymi na odległość równą jednej średnicy główkami.

## Ekologia i występowanie
Pająk ten zasiedla kamienistą tundrę górską i moreny, wybierając bardzo zimne i wilgotne stanowiska. Znajdowany jest na wysokości od 3300 do 3770 m n.p.m.
Gatunek palearktyczny, znany z dwóch stanowisk w Mongolii.